# Amerikansk konservatisme
Amerikansk konservatisme er en politisk og social filosofi, som har sit afsæt i USA. Denne form for konservatisme er karakteriseret ved at prioritere amerikanske traditioner og kultur, republikanisme og en begrænset føderal regeringsmagt sammenlignet med delstaterne magt og selvbestemmelsesret – dette omtales også ofte som begrænset statsmagt og delstaternes rettigheder (engelsk:states' rights). I sociale spørgsmål støtter amerikansk konservatisme typisk kristne værdier, moralsk absolutisme, traditionelle familieværdier,  amerikansk exceptionalisme, og individualisme, mens den modsætter sig abort og ægteskab af samme køn hvilket typisk også er relateret til sin støtte til kristne værdier. I forhold til økonomiske spørgsmål er amerikansk konservatisme generelt pro-kapitalistiske og støtter det private erhvervsliv, mens det er imod fagforeninger. I nationale spørgsmål (på føderalt niveau) har man typisk støttet et stærkt nationalt forsvar, våbenrettigheder, frihandel  og et forsvar af vestlig kultur mod truslen fra kommunisme og moralsk relativisme.
Amerikansk konservatisme adskiller sig i nogen grad fra traditionel europæisk konservatisme, som følge af dets stærke fokus på amerikanske værdier og republikanisme. Således var den amerikanske uafhængighedskrig en reaktion på, herunder en afvisning af, nogle af de centrale idealer inden for europæisk konservatisme – heriblandt aristokratiet og monarkiet.  Amerikansk konservatisme bygger derfor på en afvisning af de mere rigidt statusbundne system, der har karakteriseret de europæiske samfund. Ligeledes har amerikansk konservatisme været præget af en stærk påvirkning fra klassiske liberalisme og den libertarianistiske tradition – udtryk gennem bl.a. Friedrich Hayek, Milton Friedman og Chicago School of Economics. De er således typisk yderst kritiske overfor keynesiansk økonomi. Dette er ligeledes med til at adskille amerikansk konservatisme fra traditionel europæisk konservatisme i nogen grad.
Konservatisme i USA er dog i højere grad – sammenlignet med eksempelvis flere europæiske lande – karakteriseret ved at have et højt antal afarter og typer af konservatisme med delvis forskellige filosofier og tankegange. Amerikansk konservatisme skal således snarere ses som et paraplybegreb, der omfatter en række forskellige konservative retninger og filosofier. Barry Goldwater talte i 1960'erne for "free enterprise"-konservatisme, mens Jerry Falwell i 1980'erne prædikede om traditionelle moralske og religiøse værdier. Ronald Reagan dannede efterfølgende en koalition, som byggede på elementer fra begge disse filosofier.
Af retninger inden for konservatisme, herunder amerikansk konservatisme, kan blandt andet nævnes: nykonservatisme, paleokonservatisme, nationalkonservatisme, kristen konservatisme og finanspolitisk konservatisme.

## Yderligere læsning
- Aberbach, Joel D. "Understanding American Political Conservatism." in Robert A. Scott and Stephen M. Kosslyn, eds. Emerging Trends in the Social and Behavioral Sciences: An Interdisciplinary, Searchable, and Linkable Resource (2015). doi:10.1002/9781118900772.etrds0373
- Aberbach, Joel D., and Gillian Peele, eds. Crisis of Conservatism?: The Republican Party, the Conservative Movement, and American Politics after Bush (Oxford UP, 2011). 403pp
- Adams, Ian (2001). Political Ideology Today. Manchester University Press. ISBN 0-719-06020-6.
- Allitt, Patrick. The Conservatives: Ideas and Personalities Throughout American History (2010) excerpt and text search
- Bowen, Michael, The Roots of Modern Conservatism: Dewey, Taft, and the Battle for the Soul of the Republican Party. (U of North Carolina Press, 2011). xii, 254pp.
- Clark, Barry Stewart (1998). Political Economy: A Comparative Approach. Greenwood Publishing Group. ISBN 0-275-95869-8.
- Critchlow, Donald T. The Conservative Ascendancy: How the Republican Right Rose to Power in Modern America (2nd ed. 2011)
- Critchlow, Donald T. and Nancy MacLean. Debating the American Conservative Movement: 1945 to the Present (2009)
- Farber, David. The Rise and Fall of Modern American Conservatism: A Short History (2012).
- Filler, Louis. Dictionary of American Conservatism (Philosophical Library, 1987)
- Frohnen, Bruce et al. eds. American Conservatism: An Encyclopedia (2006); the most detailed reference
- Gottfried, Paul. The Conservative Movement (Twayne, 1993.)
- Gross, Neil, Thomas Medvetz, and Rupert Russell. "The Contemporary American Conservative Movement," Annual Review of Sociology (2011) 37 pp. 325–354
- Guttman, Allan. The Conservative Tradition in America (Oxford University Press, 1967).
- Hayward, Steven F. The Age of Reagan: The Fall of the Old Liberal Order: 1964–1980 (2009) excerpt v 1; The Age of Reagan: The Conservative Counterrevolution 1980–1989 (2009) excerpt and text search v2
- Hemmer, Nicole. Messengers of the Right: Conservative Media and the Transformation of American Politics (U of Pennsylvania Press, 2016). xvi, 320 pp.
- Kabaservice, Geoffrey. Rule and Ruin: The Downfall of Moderation and the Destruction of the Republican Party, From Eisenhower to the Tea Party (2012) scholarly history favorable to moderates excerpt and text search
- Lauck, Jon K. and Catherine McNicol Stock, eds. The Conservative Heartland: A Political History of the Postwar American Midwest (UP of Kansas, 2020) online review
- Lora, Ronald.; The Conservative Press in Twentieth-Century America Greenwood Press, 1999 online edition Arkiveret 24. april 2005 hos  Wayback Machine
- Lyons, Paul. American Conservatism: Thinking It, Teaching It. (Vanderbilt University Press, 2009). 202 pp. ISBN 978-0-8265-1626-8ISBN 978-0-8265-1626-8
- Nash, George. The Conservative Intellectual Movement in America Since 1945 (2006; 1st ed. 1978) influential history
- Phillips-Fein, Kim. "Conservatism: A State of the Field," Journal of American History, (Dec. 2011) 98#3 pp. 723–743 in JSTOR
- Postell, Joseph W. and Johnathan O'Neill, eds. Toward an American Conservatism: Constitutional Conservatism during the Progressive Era (2013).
- Postell, Joseph W. and Johnathan O'Neill, eds. American Conservatism: 1900–1930 (Lexington Press, 2020)
- Reinhard, David W. The Republican right since 1945 (UP of Kentucky, 2014) online.
- Rosen, Eliot A. The Republican Party in the Age of Roosevelt: Sources of Anti-Government Conservatism in the United States (2014)
- Schneider, Gregory. The Conservative Century: From Reaction to Revolution (2009)
- Thorne, Melvin J. American Conservative Thought since World War II: The Core Ideas (1990) online edition (Webside ikke længere tilgængelig)

## Eksterne links
- "The Origins of the Modern American Conservative Movement," The Heritage Foundation
- "Conservative Predominance in the U.S.: A Moment or an Era?" 21 experts from the U.S. and abroad, ponder the future of conservatism.
- Dictionary of the History of Ideas: Conservatism ved University of Virginia .
- "Comparative Decades: Conservatism in the 1920s and 1980s" Lesson plans
- Mark Riebling, "Prospectus for a Critique of Conservative Reason."
- A History of Conservative Movements – slideshow by Newsweek
- How Corporate America Invented Christian America Arkiveret 22. august 2015 hos  Wayback Machine. Kevin M. Kruse for Politico. April 16, 2015.